# Husevattnet
Husevattnet är en sjö i Tanums kommun i Bohuslän och ingår i Enningdalsälvens huvudavrinningsområde. Sjön är 8,5 meter djup, har en yta på 0,217 kvadratkilometer och är belägen 134,5 meter över havet. Vid provfiske har abborre, gädda, mört och ål fångats i sjön.

## Delavrinningsområde
Husevattnet ingår i det delavrinningsområde (652305-126267) som SMHI kallar för Utloppet av Hagesjön. Medelhöjden är 150 meter över havet och ytan är 11,97 kvadratkilometer. Räknas de 13 avrinningsområdena uppströms in blir den ackumulerade arean 215,54 kvadratkilometer. Avrinningsområdets utflöde Enningdalsälven (Nordaneälven) mynnar i havet. Avrinningsområdet består mestadels av skog (82 procent). Avrinningsområdet har 1,67 kvadratkilometer vattenytor vilket ger det en sjöprocent på 13,9 procent.